# مائه لابورده
مائه لابورده ( انگلیسی: Mae Laborde؛ ۱۳ مهٔ ۱۹۰۹ – ۹ ژانویهٔ ۲۰۱۲) بازیگر، و بازیگر تلویزیون ارمنی‌تبار اهل ایالات متحده آمریکا بود. وی بین سال‌های ۲۰۰۲ تا ۲۰۱۲ میلادی فعالیت می‌کرد.

## زندگی‌نامه
وی با نام اصلی مائه شاملیان  در ۱۳ مهٔ ۱۹۰۹ در فرزنو، کالیفرنیا به دنیا آمد و از فارغ‌التحصیل شد. از فیلم‌ها یا برنامه‌های تلویزیونی که وی در آن نقش داشته‌است می‌توان به فیلادلفیا همیشه آفتابی است اشاره کرد. وی در ۹ ژانویهٔ ۲۰۱۲ در سن ۱۰۲ سالگی در سنتا مونیکا، کالیفرنیا درگذشت.